# Пийкскил
Пийкскил (на английски: Peekskill) е град в окръг Уестчестър, щат Ню Йорк, Съединени американски щати. Разположен е на левия бряг на река Хъдсън, на 50 km от центъра на град Ню Йорк. Населението му е 24 272 души (по приблизителна оценка от 2017 г.).

## Личности
Родени в Пийкскил
- Лин Аби (р. 1948), писателка
- Мел Гибсън (р. 1956), актьор и режисьор
- Стенли Тучи (р. 1960), актьор